# Perchouhi Partizpanjan-Barseghjan

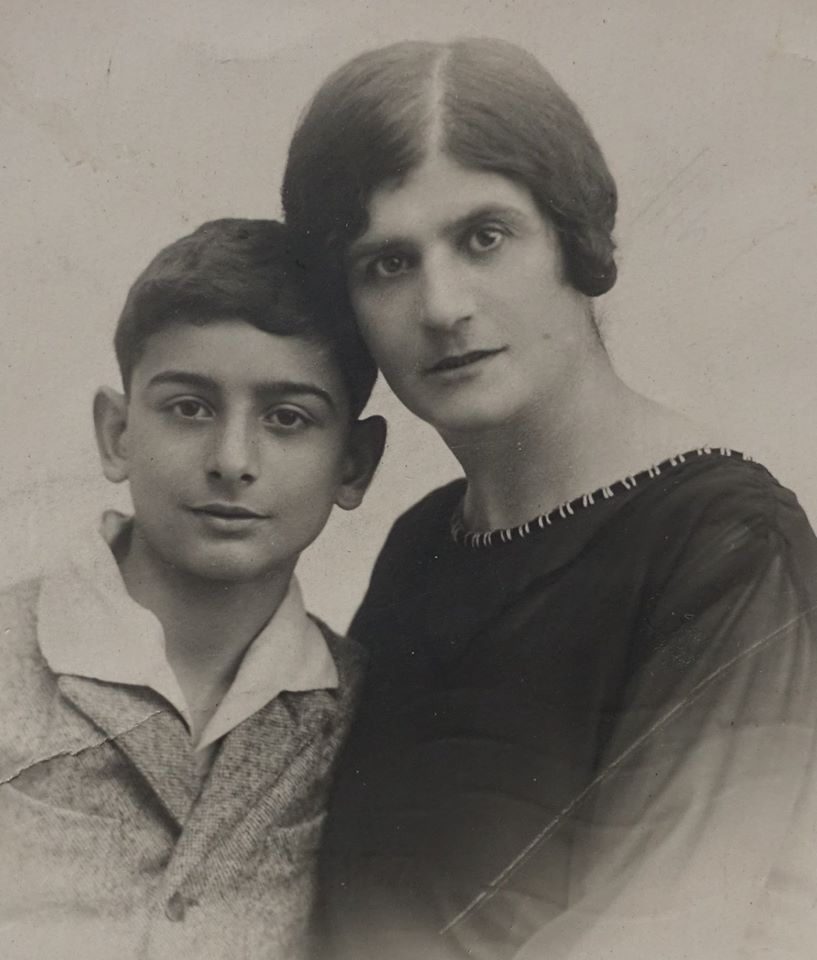
Berdschuhi Bardisbanyan-Parseghyan (rechts) und ihr Sohn Armen

Perchouhi Partizpanjan-Barseghjan (Pseudonym Etna, armenisch Պերճուհի Պարտիզպանեան-Բարսեղեան Berdschuhi Bardisbanyan-Parseghyan; * 1886 in Edirne, Osmanisches Reich; † 5. Mai 1940 in Paris) war eine armenische Politikerin und Autorin. Sie gehörte zu den ersten drei Frauen im 80-köpfigen Parlament der kurzlebigen Demokratischen Republik Armenien.

## Leben
Perchouhi Partizpanjan wurde 1886 in Edirne geboren. Im Alter von 16 Jahren lernte sie ihren zukünftigen Ehemann kennen. Sargis Barseghjan war Mitglied der armenischen revolutionären Bewegung und Anführer der armenischen Milizen (Fedajin), die in der Osttürkei aktiv waren. Auf Initiative ihres Mannes gründete sie die „Union der armenischen Frauen“ (Հայ կանանց միություն). In Genf studierte Partizpanjan Literatur und Pädagogik. Unter dem Pseudonym Etna schrieb sie Kurzgeschichten, die in einer Sammlung mit dem Titel „Nach dem Sturm“ veröffentlicht wurden.
Partizpanjans Ehe währte nur kurz. Ihr Ehemann wurde im April 1915 festgenommen und im damaligen Konstantinopel getötet. Seine Witwe lebte und unterrichtete in Sofia, Tiflis und Jerewan.
Partizpanjan-Barseghjan gehörte zu den Mitgliedern der 1890 gegründeten Armenischen Revolutionären Föderation („Daschnaken“). Am 28. Mai 1918 wurde die erste Republik Armenien unabhängig. Die junge Republik gab sich das allgemeine Wahlrecht für Männer und Frauen über 20 Jahren. Da es im zaristischen Russland keine starke Frauenwahlrechtsbewegung gegeben hatte, waren es armenische Migranten, die diese Idee aus Westeuropa mitbrachten. Sie kandidierte und wurde mit Katarine Salian-Manoukian und Warwara Sahakjan am 21. und 23. Juni 1919 zur Abgeordneten gewählt. Während ihrer Zeit im Parlament koordinierte sie die Zusammenarbeit mit dem American Committee for Relief in the Near East.
Am 29. November 1920 putschten sich armenische Bolschewiki unblutig an die Macht und riefen am 2. Dezember 1920 die Sowjetrepublik aus. Vier Tage später marschierte die 11. Armee der Roten Armee ein. In der Folge wurde die Armenische Sozialistische Sowjetrepublik ausgerufen, die im Dezember 1922 die Union der Sozialistischen Sowjetrepubliken (UdSSR) mitbegründete. Partizpanjan-Barseghjan verließ wie viele andere das Land. Über Sofia ging sie mit ihrem Sohn Armen 1924 nach Paris. Dort arbeitete sie im Büro der Nansenhilfe und setzte ihre literarische Tätigkeit fort.
Pertchuhi Partizpanjan-Barseghjan starb am 5. Mai 1940.

## Werke (Auswahl)
- է բանաստեղծություններ Էտնա (Kommt die Poesie?), vor 1909.
- Հայրենիքս (Mein Heimatland), 1915.
- Բարսեղեան, Պերճուհի. Փոթորիկէն վեր (Nach dem Sturm). Navarre, Paris 1932.
- Արփիկը (Arpik)
- Als „Berdjouhi“: Jours de cendres à Istanbul (Խանձված օրեր, Autobiographie); ins Französische übersetzt von Armen Barseghian. Marseille 2004.
- Խանձված օրեր (Tage der Not, Autobiographie); Hrsg. von Hakob Palian. Hamazkayin, Beirut 2016.